# Storfjällig fransormstjärna
Storfjällig fransormstjärna (Ophiura sarsii) är en ormstjärneart som beskrevs av Christian Frederik Lütken 1855. Storfjällig fransormstjärna ingår i släktet Ophiura och familjen fransormstjärnor. Arten är reproducerande i Sverige. Utöver nominatformen finns också underarten O. s. vadicola.